# Rhodomyrtus kaweaensis
Rhodomyrtus kaweaensis är en myrtenväxtart som beskrevs av Neil Snow. Rhodomyrtus kaweaensis ingår i släktet Rhodomyrtus och familjen myrtenväxter.
Artens utbredningsområde är Papua Nya Guinea. Inga underarter finns listade i Catalogue of Life.